# لوكاس فلم للرسوم المتحركة
لوكاس فيلم الرسوم المتحركة المحدودة. ذ. م. م هو استوديو للرسوم المتحركة تأسس في عام 2003. أول إنتاج كبير للاستديو كان فيلم حرب النجوم: حروب المستنسخين و المسلسل تلفزيوني التابع له. في أيلول / سبتمبر 2016, قَبِلَ ديف فيلوني المعرف بمساهماته في  حرب النجوم: استنساخ الحروب و متمردو حرب النجوم الترقية للإشراف على تطوير كل الأعمال المستقبلية في الاستديو.

## الأعمال

### الأفلام الروائية

#### صدور الأفلام
| # | اسم الفيلم                  | تاريخ الإصدار  | الميزانية       | الإجمالي         | روتن توميتوز | ميتاكريتيك |
| - | --------------------------- | -------------- | --------------- | ---------------- | ------------ | ---------- |
| 1 | حرب النجوم: حروب المستنسخين | أغسطس 15, 2008 | 8.5 مليون دولار | 68.3 مليون دولار | 18%          | 35         |
| 2 | سحر غريب                    | 23 يناير, 2015 | 5.5 مليون دولار | 13.6 مليون دولار | 16%          | 25         |

### المسلسلات التلفزيونية
- حرب النجوم: حروب المستنسيخن (2008–الوقت الحاضر) على كرتون نتورك، نتفليكس و ديزني خدمة البث
- متمردو حرب النجوم (2014-2018)[1] عن ديزني XD
- ليغو حرب النجوم (2016–الوقت الحاضر) عن ديزني XD
- حرب النجوم قوات القدر (2017–الوقت الحاضر) على قناة ديزني
- حرب النجوم : المقاومة (خريف عام 2018)[2] على قناة ديزني
- حرب النجوم الطرق الالتفافية [3]

## روابط خارجية
- مقالات تستعمل روابط فنية بلا صلة مع ويكي بيانات